# Hans-Jörg Leopold
Pour les articles homonymes, voir Leopold.
Hans-Jörg Leopold, né le 25 avril 1983, est un coureur cycliste autrichien.

## Palmarès

### Par année
- 2001
  -  Champion d'Autriche de la montagne juniors
- 2003
  - 3e du championnat d'Autriche du contre-la-montre espoirs
- 2010
  - Bergpreis Afritz-Verditz
- 2013
  - 3e du Tour du Burgenland
- 2020
  - Bergpreis Afritz-Verditz
- 2021
  - Keutschacher Pyramidenkogelsprint
- 2022
  - 2e du championnat d'Autriche de la montagne
- 2023
  - 2e du RBB Tour

### Classements mondiaux
| Année           | 2007 | 2008   | 2009 | 2010 | 2011   | 2012 | 2013 | 2014 | 2015 | 2016 | 2017   | 2018   |
| --------------- | ---- | ------ | ---- | ---- | ------ | ---- | ---- | ---- | ---- | ---- | ------ | ------ |
| UCI Europe Tour | 819e | 1 217e |      |      | 1 165e | 559e | 723e | 981e |      |      | 1 484e | 1 866e |